# Phil X

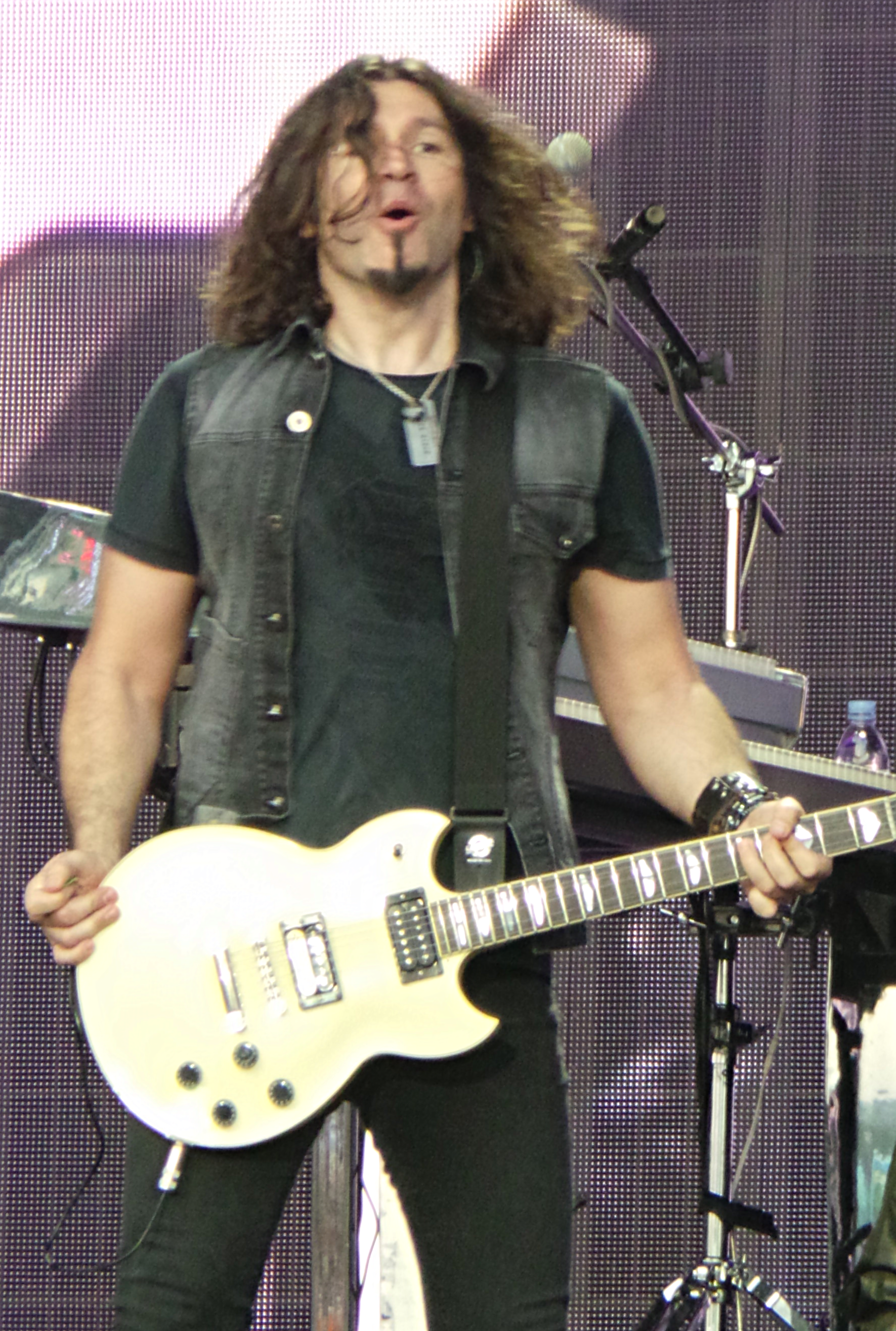
Phil X na koncertě v roce 2013

Phil X, vlastním jménem Phil Theofilos Xenidis, (* 10. března 1966 Toronto) je kanadský kytarista a skladatel řeckého původu. V roce 1982 založil skupinu Sidinex, s níž o tři roky později vydal EP Forever Young. Roku 1987 se skupina přejmenovala na Flip City a nedlouho poté se rozpadla. Později hrál například na deskách Alice Coopera, Avril Lavigne či Adama Lamberta.
V roce 2013 nahradil Richieho Samboru ve skupině Bon Jovi. V roce 2013 se stal stálým koncertním členem kapely a v roce 2016 stálým členem kapely.
V roce 2018 nahrál kytarové sólo do skladby „Nejlepší, kterou znám“ na album EvoLucie české kapely Lucie.